# سید محمدرضا حاجی‌اصغری
محمدرضا حاجی‌اصغری (زادهٔ ۱۳۵۱ در میانه) نمایندهٔ حوزهٔ انتخابیهٔ میانه در دورهٔ هشتم مجلس شورای اسلامی بوده‌است.